# Centrale idroelettrica di Porto della Torre
La centrale idroelettrica di Porto della Torre, situata allo sbocco del Lago Maggiore, è costituita da una traversa sul fiume Ticino con affiancata la centrale.

## Caratteristiche
L'impianto venne costruito dalla ex Società Vizzola ed è entrato in servizio nel 1955. Per la produzione di energia elettrica sfrutta il piccolo salto prodotto dalla diga di regolazione. Le acque di scarico sfociano parte nel fiume Ticino, parte in due canali irrigui.
Il macchinario idraulico, realizzato dalla Riva Calzoni di Milano, è costituito da una turbina Kaplan ad asse verticale la cui girante, con quattro pale fuse in acciaio, ha il diametro di 6.100 mm. La camera a spirale è di calcestruzzo ed ha la sezione di imbocco delle dimensioni 18.600 x 9.000 mm.